# DKW F7
De DKW F7 is een kleine auto met voorwielaandrijving uit de compacte klasse die door de Duitse autoconstructeur DKW in 1937 op de markt gebracht werd als opvolger van de DKW F5. De DKW F7 werd net als alle andere DKW Frontwagens gebouwd in de Audi-fabriek in Zwickau.
De uiterlijke verschillen waren klein in vergelijking met de voorganger F5. Het eenvoudigere en minder krachtige "Reichsklasse"-model had nu ook de langere carrosserie van de "Meisterklasse". In tegenstelling tot de voorganger en de opvolger DKW F8 waren de achteraan scharnierende portieren bij beide modellen hoekiger aan de voorkant. De Reichs- en Meisterklasse waren verkrijgbaar als tweedeurs sedan, cabriolet-sedan of volledige cabrio.
De wagens werden aangedreven door een dwarsgeplaatste tweetakt-tweecilindermotor, die al in de DKW F2 Meisterklasse 701 gebruikt werd. De motoren produceerden 13 kW (18 pk) in de Reichsklasse met een cilinderinhoud van 584 cc en 15 kW (20 pk) in de Meisterklasse met een cilinderinhoud van 692 cc. Het motorvermogen werd overgebracht op de voorwielen  via een drieversnellingsbak.
Net als bij de voorganger F5 werd het ladderchassis voorzien van een typische DKW multiplex carrosserie die met kunstleer bekleed was. De onafhankelijke voorwielophanging op dwarse bladveren en de achterste "zwevende as" bleven ook ongewijzigd.
In het voorjaar van 1938 werd een elegante DKW F7 front-end luxe cabriolet aan het aanbod toegevoegd, waarvan er 2288 exemplaren werden gebouwd. De carrosserie van de "Front Luxus" kwam van Baur in Stuttgart en was bekleed met metalen panelen in plaats van kunstleer.
De productie van de F7 eindigde in 1939. Met 80000 geproduceerde exemplaren was de F7 in de vooroorlogse periode de meest gebouwde DKW met voorwielaandrijving. De wagen werd opgevolgd door de DKW F8 met kokerframe en verbeterde vooras.

## Fotogalerij

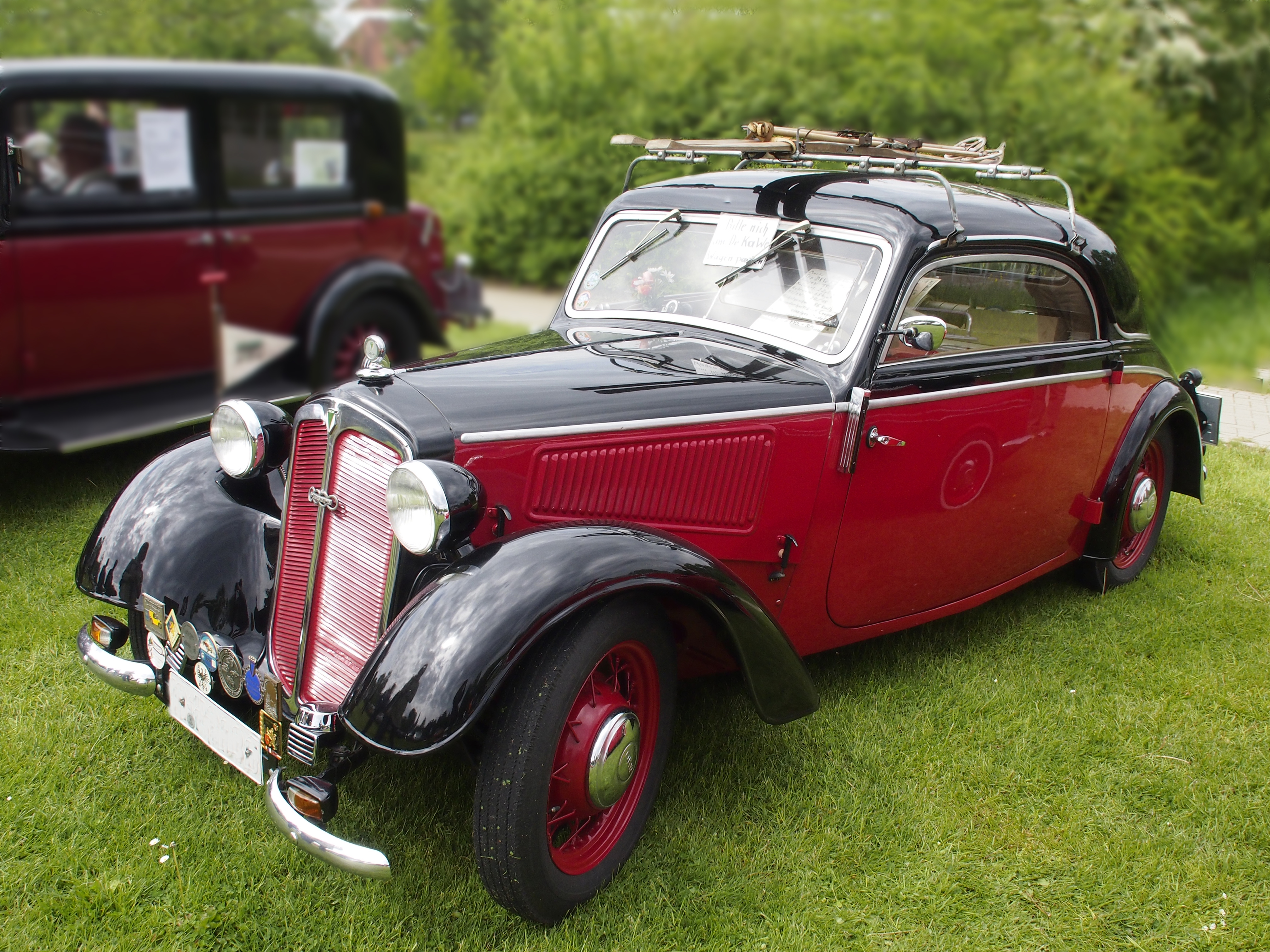
DKW F7 Meisterklasse (1936)
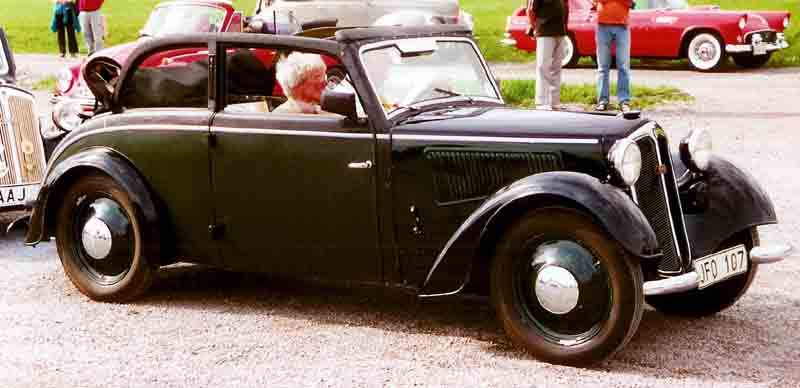
DKW F7 Meisterklasse cabriolet-sedan (1937)
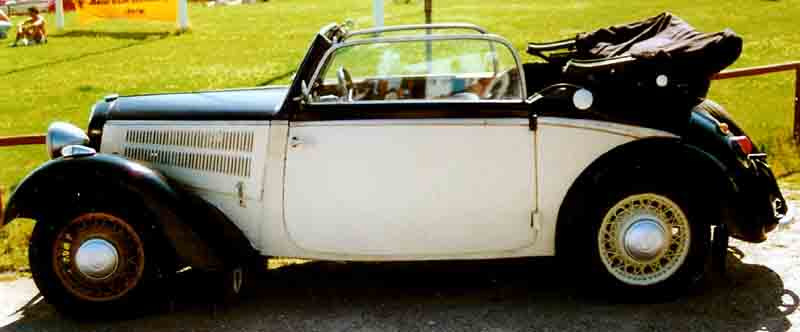
DKW F7 Front Luxus Cabriolet (1938)
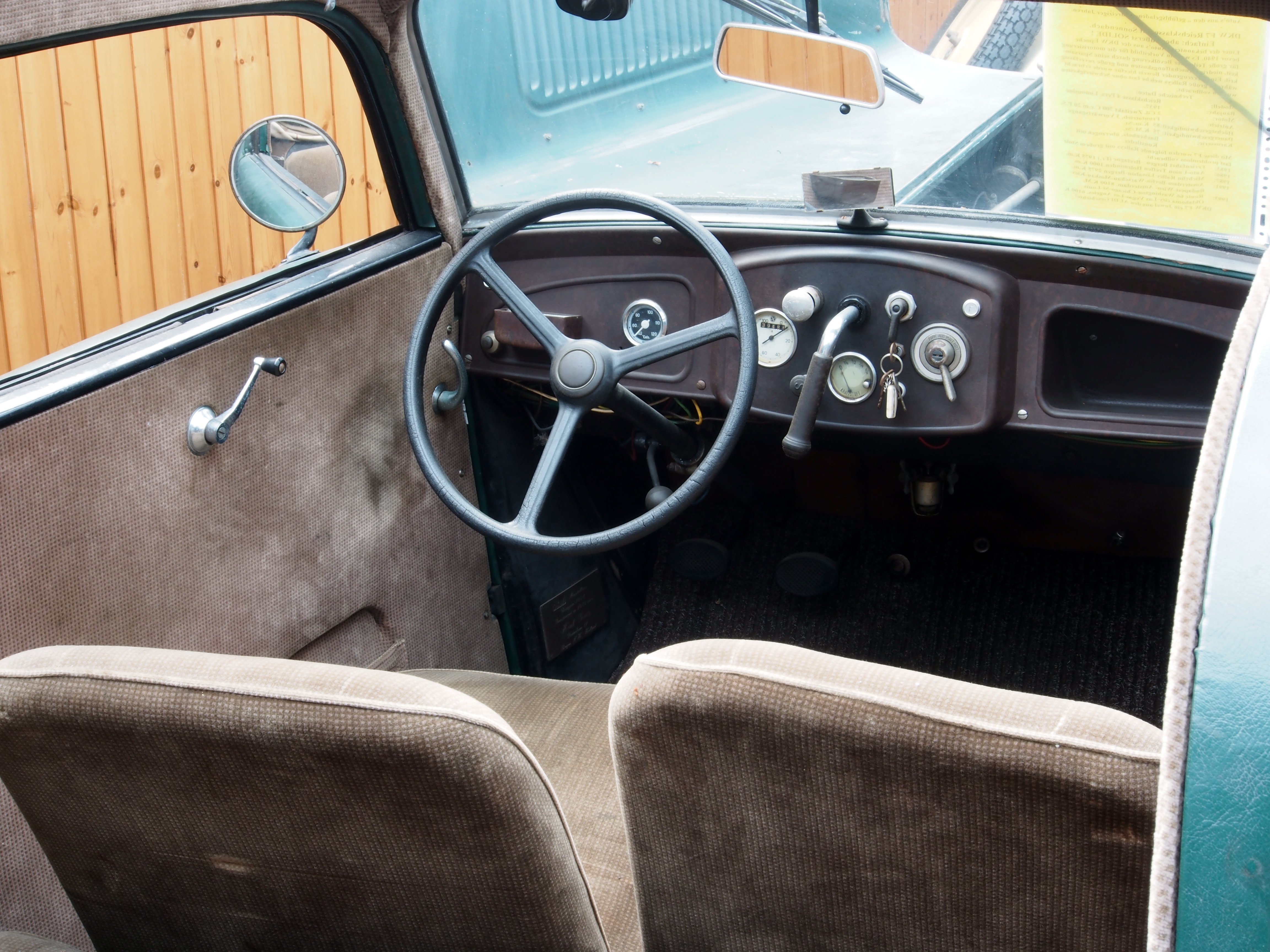
DKW F7 Reichsklasse, interieur
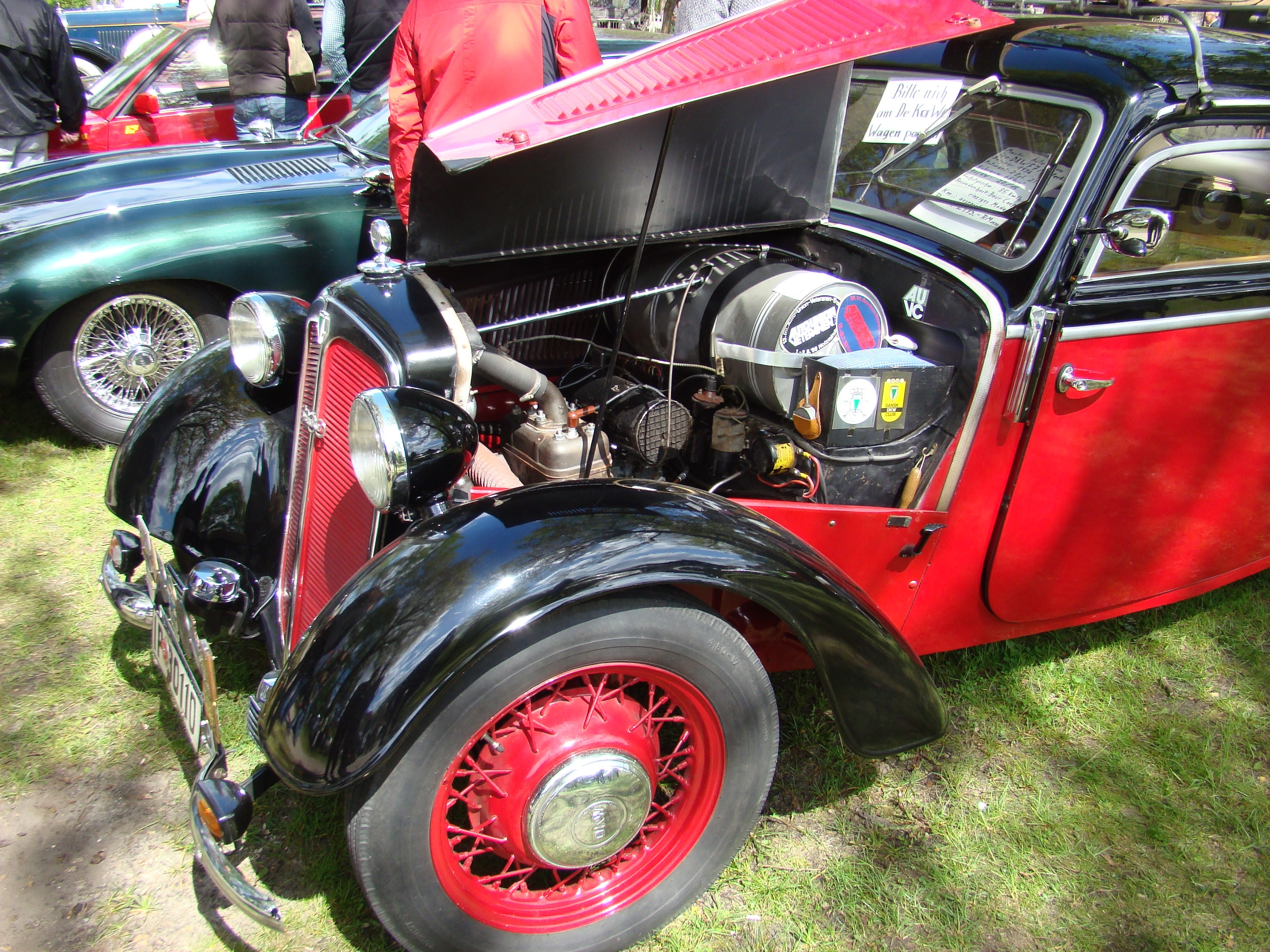
DKW F7 Meisterklasse, motorcompartiment
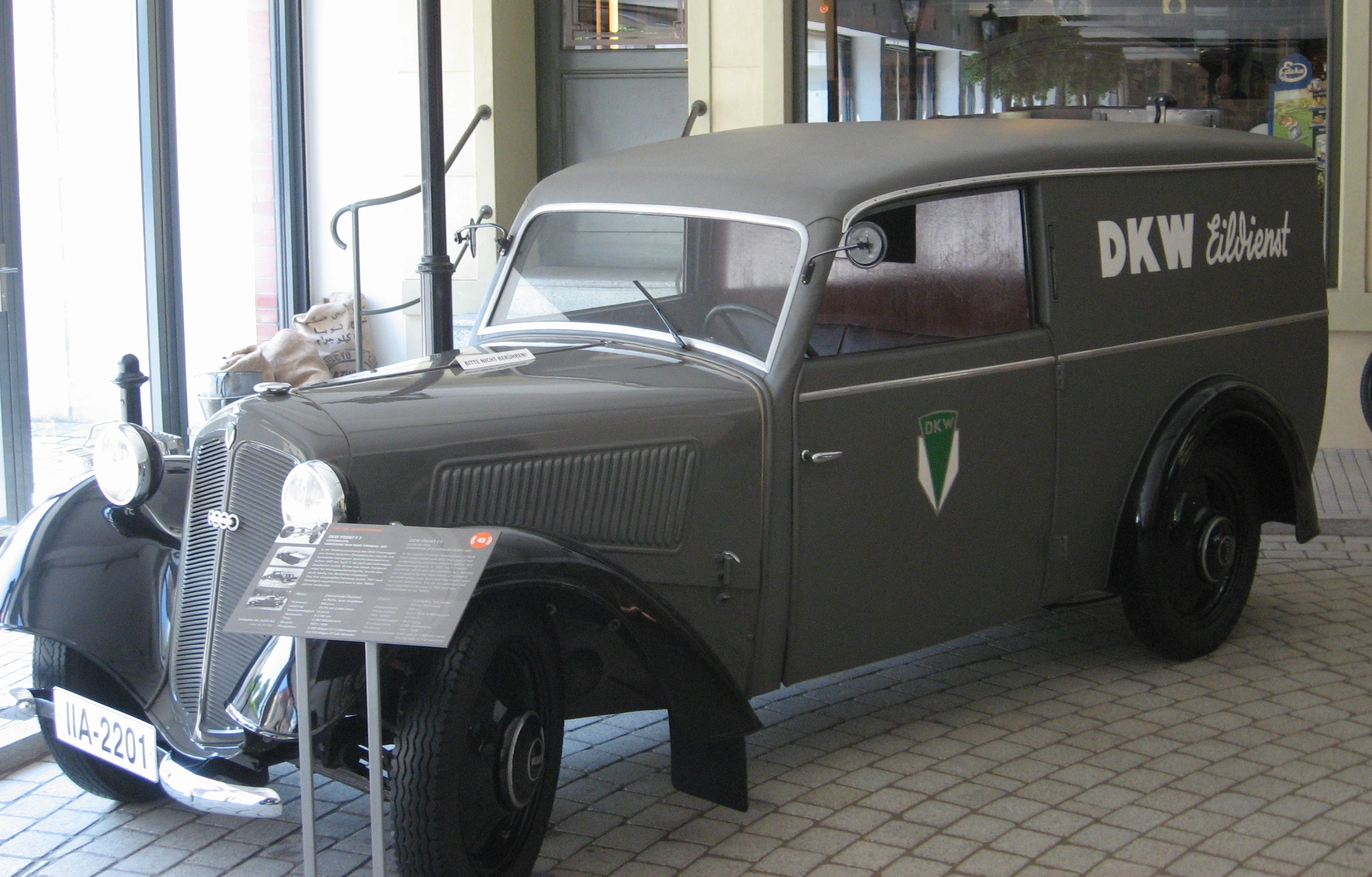
DKW F7 bestelwagen

Modellen voor 1945:
Type P · 
4=8 (V 800/V 1000/Sonderklasse/Schwebeklasse) · 
F1 · 
F2 · 
F4 · 
F5 · 
F7 · 
F8 · 
F9 (prototype)
Modellen na 1945:
F10 · 
Meisterklasse (F89) · 
Sonderklasse (F91) · 
3=6 (F93/94) · 
Monza · 
Junior · 
F11/F12 · 
F102
Terrein- en bedrijfswagens:
Munga (F91/4) · 
DKW Schnellaster · 
DKW F 1000 L
Merknaam Auto Union:
1000 · 
1000 Sp
Afgeleide modellen:
IFA F8 · 
IFA F9 · 
Audi F103